# Johanniter-Jugend

Logo der Johanniter Jugend

Die Johanniter-Jugend (JJ) ist seit 1979 der Jugendverband in der Johanniter-Unfall-Hilfe e. V. (JUH) in Deutschland. Die JJ ist Mitglied in der Arbeitsgemeinschaft der Evangelischen Jugend in Deutschland e. V.

## Aufgabe
Die JJ ist ein inhaltlich von der JUH unabhängig agierender Verband, der ca. 14.000 Kindern und Jugendlichen (Stand 2024) Angebote zur Freizeitgestaltung und „Förderung der individuellen Entwicklung junger Menschen und […] Erziehung zur Achtung vor anderen Menschen“ bietet:
- klassische Jugendarbeit in Jugendgruppen durch gemeinsame, altersgerechte Projekte im sozialen und spielerischen Bereich
- Durchführung von Freizeiten bis hin auf Bundesebene (Bundespfingstzeltlager)
- Erste-Hilfe-Ausbildung
- Schulsanitätsdienst
- Mitwirkung im Bereich der JUH

So setzt sich die JJ regelmäßig bei Evangelischen Kirchentagen in den Bereichen Kinderbetreuung und Hilfe für Menschen mit Behinderung ein oder führt bspw. Aktionen zur Kontrolle und Aktualisierung von Kfz-Verbandkästen durch.

## Ausrichtung
Die JUH folgt einem christlichen Wertbild, dennoch können die Kinder und Jugendlichen „unabhängig von Geschlecht, Nationalität und Weltanschauung an der Erfüllung der Aufgaben der JJ teilnehmen, wenn sie die Grundsätze von Toleranz, Achtung und Nächstenliebe berücksichtigen.“ Im Vordergrund steht wie auch beim Erwachsenenverband der Dienst am Nächsten. Auf Basis ihres christlichen Profils setzt sich die JJ für eine vielfältige Gesellschaft ein, in der Rassismus und Diskriminierung keinen Platz haben.

## Gliederung
Die Gliederung der JJ folgt i.w. der Gliederung der JUH, es gibt unter dem Bundesverband also Landesverbände und Kreis- oder Regionalverbände. Auf den jeweiligen Ebenen werden Jugendleitungen demokratisch gewählt. 
In den Regional-/Kreisverbänden existieren meist mehrere Jugendgruppen grob nach Altersklassen (6–11 J., 12–15 J., > 16 J.) sowie Schulsanitätsdienste.
Zwischen 16 und 18 Jahren wechseln die Mitglieder häufig in den Erwachsenenverband, werden selbst Jugendgruppenleiter oder übernehmen gewählte Positionen in Leitungsfunktionen.
Aufgrund der unterschiedlichen „Stärke“ der JUH-Verbände gibt es nicht in jedem Kreis-/Regionalverband auch aktive Jugendgruppen. Da die JJ jedoch organisatorisch in die JUH eingebunden ist, kann die nächste passende Jugendgruppe bei jeder JUH-Dienststelle erfragt werden.
Die Mitarbeit findet zumeist ehrenamtlich statt. In der Bundesgeschäftsstelle gibt es fünf hauptamtliche Mitarbeiter sowie jeweils einen oder mehrere hauptamtliche Landesjugenddezernenten in den Landesverbänden. Darüber hinaus gibt es mittlerweile auch in einem guten Teil der Regionalverbände hauptamtlich Mitarbeiter. Hauptamtliche Mitarbeiter haben in den Gremien der Johanniter-Jugend kein Stimmrecht, lediglich Rede- und Antragsrecht.
Strategische Entscheidungen werden von der Bundesjugendversammlung (BJV) getätigt. Die durch die BJV legitimierten Vertreter, die Bundesjugendleitung, vertritt die Interessen der Johanniter-Jugend gegenüber der JUH auf Bundesebene, gegenüber anderen Jugendverbänden, der AEJ und weiteren Gremien und Institutionen. Die seit März 2025 für zwei Jahre gewählte Bundesjugendleitung besteht aktuell aus den Bundesjugendleitern Yanis Margueron und Noah Richter sowie der stellvertretenden Bundesjugendleiterin Juliana Lutz. 
In Österreich gibt es im Bereich Wien aktive Jugendgruppen.